# PNM Resources
PNM Resources, Inc. är ett amerikanskt förvaltningsbolag inom energisektorn. Förvaltningsbolaget äger energibolagen Public Service Company of New Mexico (PNM) och Texas-New Mexico Power Co. (TNMP). PNM Resources har omkring 815 000 kunder i delstaterna New Mexico (PNM) och Texas (TNMP). För 2022 hade dotterbolagen kapacitet att producera omkring 2 660 megawatt (MW) elektricitet.
Förvaltningsbolaget äger 7,6 % av kärnkraftverket Palo Verde Nuclear Generating Station i Maricopa County i Arizona.

## Historik
År 1999 drev New Mexicos delstatslegislatur igenom en omstruktureringslag för energiintressenter, vilket innebar att de var tvungna att separera affärsverksamheter som var reglerade och ej reglerade. PNM grundade då PNM Resources två år senare i syfte att vara ett förvaltningsbolag till energiföretaget. År 2004 meddelade PNM Resources att man skulle köpa TNP Enterprises, som var ett förvaltningsbolag till TNMP och First Choice Power, för omkring en miljard amerikanska dollar. Affären slutfördes i juni 2005. I september 2011 sålde PNM Resources First Choice Power till Direct Energy för 270 miljoner dollar. Den 21 oktober 2020 meddelade förvaltningsbolaget att man hade slutit ett avtal om att bli fusionerad med Avangrid, dotterbolag till spanska Iberdrola. Dock stötte det på patrull från New Mexicos Public Regulation Commission, som sa nej till affären, och det blev rättsligt efterspel. Den 2 januari 2024 blev det offentligt att Iberdrola hade avbrutit förvärvandet av PNM Resources. Hade affären gått igenom hade Avangrid köpt PNM Resources för 8,3 miljarder dollar.